# Phymaturus payuniae
Espèce
Synonymes
- Phymaturus patagonicus payuniae Cei & Castro, 1973

Statut de conservation UICN

 NT  : Quasi menacé
Phymaturus payuniae est une espèce de sauriens de la famille des Liolaemidae.

## Répartition
Cette espèce est endémique de la province de Mendoza en Argentine. On la trouve entre 1 200 et 1 500 m d'altitude.

## Description
C'est un saurien vivipare.

## Étymologie
Cette espèce est nommée en référence au lieu de sa découverte, la réserve provinciale La Payunia.

## Publication originale
- Cei & Castro, 1973 : Taxonomic and serological researches on the Phymaturus patagonicus complex. Journal of Herpetology, vol. 7, no 3, p. 237-247.